# Fábián Rózsa
Litkeiné Fábián Rózsa (Nagyszénás, 1925. november 26. – Budapest, 2021. július 14.) magyar képzőművész. Főleg akvarelleket és tűzzománcokat készített. Férje Litkei József (1924–1988) festőművész.

## Életpályája
Nagyszénás külterületén, a Békési út melletti tanyán született. (Az út földút, az épület még ma is áll.) Orosházán érettségizett. 1947-től a Pázmány Péter Tudományegyetemen művészettörténetet, majd magyar irodalmat hallgatott. 1969-ben fejezte be tanulmányait a Képzőművészeti Főiskolán. Mesterei Bencze László, Domanovszky Endre és Barcsay Jenő voltak. A Művészeti Alapnak 1975 óta volt tagja, annak megszűnéséig. 1984-ben a Vizualart Alkotóközösségnek, 1999-ben pedig a Kőbányai Képző- és Iparművészek Egyesületének alapító tagja. 
Férjével, Litkei József festőművésszel 1979-től Budapest X. kerületében egy műteremmel ellátott családi házban éltek, férje 1988-ban bekövetkezett haláláig.
Életének 96. évében, Budapesten hunyt el 2021. július 14-én.

## Könyvei
- Daniss Győző (szerk.): Kisdobosok évkönyve 1983. Budapest, 1983[4] (Versantológia, megjelent benne az ő verse is.)
- Fábián Rózsa; B. Jánosi Gyöngyi: Litkei József. Budapest, 2004[5]

## Egyéni kiállításai (válogatás)
- 1973. Bolyai Gimnázium, Salgótarján
- 1975. Agrártudományi Egyetem, Gödöllő
- 1983. Pataky Galéria, Budapest
- 1984. Korona Cukrászda, Budapest
- 1984. Tanítóképző Főiskola, Jászberény
- 1987. Czabán Samu Művelődési Ház, Nagyszénás
- 1987. Városi Könyvtár, Vác
- 1989. Gellért Szálló, Budapest
- 1991. Vizualart Galéria, Budapest
- 1995. Ericsson Galéria, Budapest
- 1995. Buda Mercure Hotel, Budapest
- 1996. Petőfi Művelődési Központ, Orosháza
- 1996. Czabán Samu Művelődési Ház, Nagyszénás
- 1998.  Pándy Kórház, Gyula
- 2000. Hamza Múzeum, Jászberény

## Csoportos kiállításai (válogatás)
- 1973–91. Alföldi Tárlat, Békéscsaba
- 1976–86. Egri Akvarell Biennálé, Eger
- 1978. Pozsony
- 1984–97. Pataky Galéria, Budapest
- 1986. Nemzetközi Akvarell kiállítás, Pori
- 1994. Seattle

## Állandó kiállításai
- Rózsa Galéria, Nagyszénási Kulturális Központ, Nagyszénás, Március 15. tér 1. (2006-tól)[6]

## Díjai, elismerései
- Nívódíj, miniszteri dicséret (1975)[7]
- Derkovits-emlékplakett (1975)
- Nagyszénás díszpolgára (2011)
- Kőbánya Kiváló Művésze (2013)[8]